# Шварцль, Роланд
Роланд Шварцль (нем. Roland Schwarzl; род. 10 декабря 1980, Лиенц, Тироль) — австрийский легкоатлет, специалист по многоборьям. Выступал за сборную Австрии по лёгкой атлетике в 1998—2013 годах, обладатель бронзовой медали чемпионата Европы в помещении, бронзовый призёр чемпионата Европы среди юниоров, многократный победитель и призёр первенств национального значения, действующий рекордсмен страны в семиборье, участник летних Олимпийских игр в Афинах. Также становился чемпионом Австрии в отдельных дисциплинах: прыжках в высоту, прыжках в длину, прыжках с шестом.

## Биография
Роланд Шварцль родился 10 декабря 1980 года в городе Лиенц, Австрия. Детство провёл в Обердраубурге, занимался лёгкой атлетикой в Зальцбурге в местном клубе Union Salzburg.
Дебютировал на международном уровне в сезоне 1998 года, когда вошёл в состав австрийской сборной и выступил в десятиборье на юниорском мировом первенстве в Анси.
В 1999 году отметился выступлением на домашнем международном турнире Hypo-Meeting в Гётцисе, завоевал бронзовую награду на юниорском европейском первенстве в Риге.
В 2000 году среди прочего занял 11-е место на чемпионате Европы в помещении в Генте.
В 2001 году показал 12-й результат на молодёжном европейском первенстве в Амстердаме.
В 2002 году занял 15-е место на Hypo-Meeting, стартовал на Кубке Европы по легкоатлетическим многоборьям в Быдгоще.
На Hypo-Meeting 2004 года показал 11-й результат. Благодаря череде успешных выступлений удостоился права защищать честь страны на летних Олимпийских играх в Афинах — в программе десятиборья установил свой личный рекорд — 8102 очка, закрыв десятку сильнейших.
В 2005 году с национальным рекордом Австрии в 6064 очка выиграл бронзовую медаль в семиборье на чемпионате Европы в помещении в Мадриде, в десятиборье был восьмым на Hypo-Meeting и 15-м на чемпионате мира в Хельсинки.
В 2006 году на турнире Hypo-Meeting занял 16-е место.
В 2009 году стал десятым на чемпионате Европы в помещении в Турине, 15-м на турнире Hypo-Meeting.
В 2010 году на домашнем турнире в Вене обновил национальный рекорд в семиборье, набрав в сумме 6065 очков — данное достижение до настоящего времени остаётся непревзойдённым. Кроме того, показал 14-й результат в десятиборье на чемпионате Европы в Барселоне.
В 2011 году стал десятым на чемпионате Европы в помещении в Париже.
Завершил спортивную карьеру по окончании сезона 2013 года.
Помимо десятиборья и семиборья Шварцль становился чемпионом Австрии в прыжках в высоту (2010), прыжках с шестом (2009, 2010) и прыжках в длину (2003, 2009) на открытом стадионе, а также в прыжках с шестом в помещении (2000, 2003, 2004, 2006, 2010).